# Tofsfetknopp
Tofsfetknopp (Sedum forsterianum) är en växtart i familjen fetbladsväxter. 